# Luigi de Amato
Luigi de Amato (falecido em 1530) foi um prelado católico romano que serviu como bispo de San Marco (1515–1530), bispo de Lipari (1506–1515) e bispo de Rapolla (1497–1506) .

## Biografia
Em 12 de setembro de 1497, Luigi de Amato foi nomeado Bispo de Rapolla durante o papado do Papa Alexandre VI . Em 19 de setembro de 1506, foi nomeado bispo de Lipari durante o papado do Papa Júlio II . Em 26 de janeiro de 1515, foi nomeado bispo de São Marcos durante o papado do Papa Leão X. Ele serviu como bispo de San Marco até sua morte em 1530 .